# 埃納·赫茨普龍
埃纳尔·赫茨普龙（丹麥語：Ejnar Hertzsprung，姓又譯赫茲史普，1873年10月8日—1967年10月21日），生於丹麦哥本哈根，著名天文学家。

## 生平
赫茨普龍最初是一位化学工程师，专门研究照相技术。他也是一位天文爱好者。他曾在哥廷根大學及波茨坦天文台工作。1919年，獲聘為萊頓大學天文台副台長，並於1935年晉升為台長。
他最早提出绝对星等的概念；1905年提出恒星有巨星和矮星之分。1913年他以統計視差的方式對數顆造父變星的距離進行研究。他还注意到了恒星颜色和亮度之间的关系，他的这个发现最初并没有引起人们的重视，直到美国天文学家亨利·诺利斯·罗素发表了他的发现之后，人们才重视起他的研究成果，也因此，恒星光谱光度图被称为赫罗图。
1967年在丹麥羅斯基勒去世。
為紀念他對天文學的貢獻，小行星1693及月球上的一個環形山，均以他的名字命名。

## 家庭
赫茨普龍是荷蘭天文學家雅各布斯·卡普坦的女婿。

## 延伸閱讀
- Sky & Telescope, January, 1968, Sky Publishing Corporation, Cambridge

## 外部連結
- Bruce Medal page （页面存档备份，存于）
- Awarding of Bruce Medal: PASP 49 (1937) 65 （页面存档备份，存于）
- Awarding of RAS gold medal: MNRAS 89 (1929) 404 （页面存档备份，存于）